# Simulium alatum
Simulium alatum es una especie de insecto del género Simulium, familia Simuliidae, orden Diptera.
Fue descrita científicamente por Fain & Dujardin en 1983.